# Pheidole aciculata

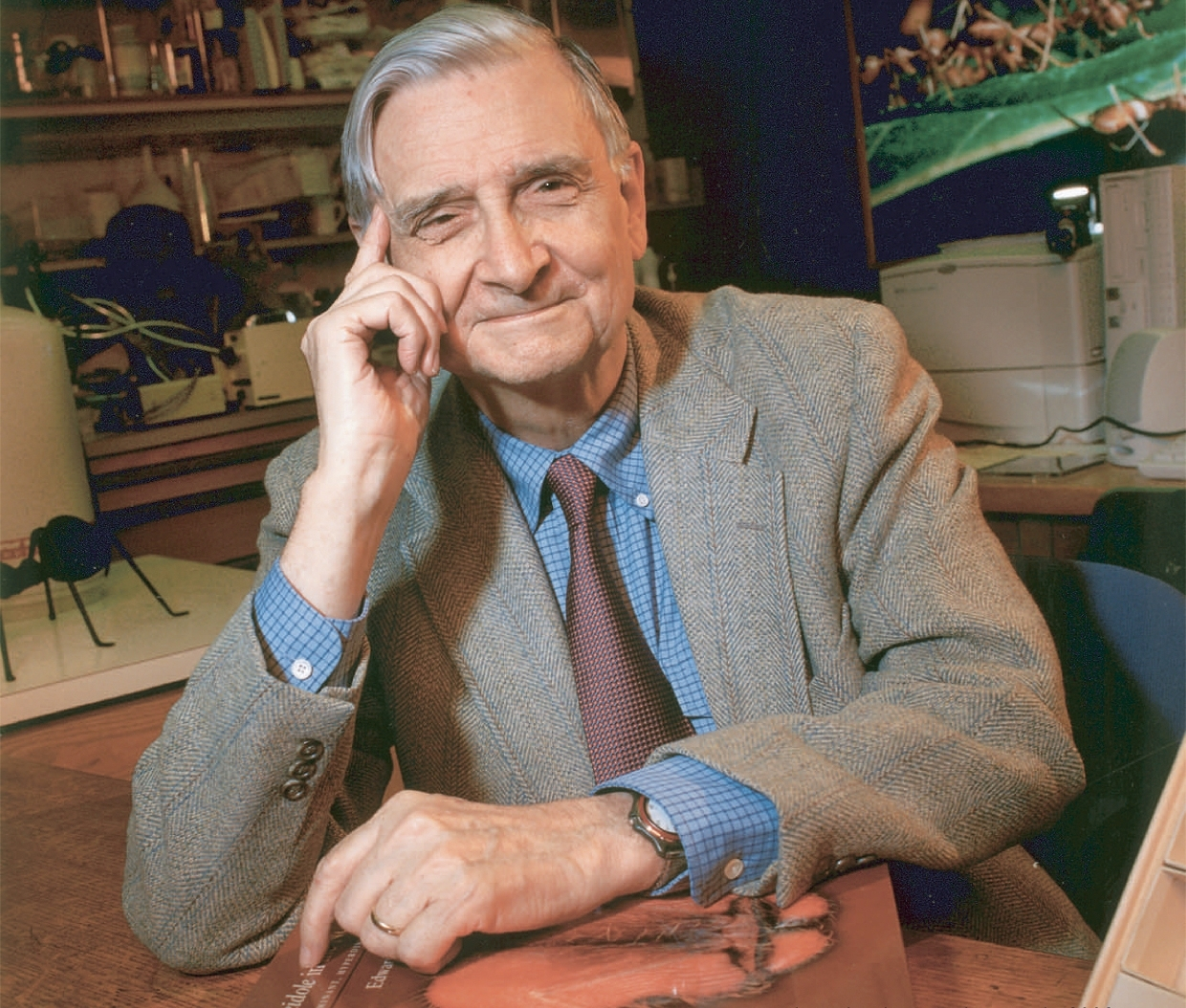
Профессор Эдвард Уилсон, автор первого описания вида.

Pheidole aciculata  (лат.) — вид муравьёв рода Pheidole из подсемейства Myrmicinae (Formicidae). Новый Свет.

## Распространение
Южная Америка: Перу.

## Описание
Мелкие земляные мирмициновые муравьи, длина около 2—3 мм, солдаты красновато-коричневого цвета (рабочие коричневые или желтовато-коричневые; характерные для рода большеголовые солдаты крупнее). Проподеум выпуклый. Затылочный край головы солдат вогнутый. Усики рабочих 12-члениковые с 3-члениковой булавой. Ширина головы крупных солдат — 1,36 мм (длина головы — 1,58 мм). Ширина головы мелких рабочих 0,60 мм, длина головы 0,80 мм, длина скапуса — 1,06 мм. Стебелёк между грудкой и брюшком состоит из двух члеников: петиолюса и постпетиолюса (последний четко отделен от брюшка). Pheidole aciculata относится к видовой группе Pheidole diligens Group, но отличается тонкими острыми проподеальными шипиками и гладким и блестящим в основном телом. Вид описан в 2003 году американским мирмекологом профессором Эдвардом Уилсоном.